# Grid (serie de televisión)
Grid (en hangul, 그리드; romanización revisada, Geulideu) es una serie de televisión surcoreana transmitida del 16 de febrero de 2022 hasta el 20 de abril de 2022, a través de Disney+.

## Sinopsis
Un thriller que sigue a la Oficina de Asuntos Generales y a los detectives que investigan la verdad sobre la misteriosa existencia que salvó a la humanidad en su momento de crisis.
En 1997, un fantasma misterioso salvó a la humanidad y luego desapareció. Vuelve a aparecer 24 años después y ayuda a escapar a un asesino en serie. Pronto Kim Sae-ha, Jung Sae-byeok y Song Eo-jin persiguen al fantasma por diferentes razones.

## Reparto

### Personajes principales
- Seo Kang-joon como Kim Sae-ha / Kwon Su-keun.[5][6]
  - Choi Seung-hoon como Sae-ha de joven (Ep. 1).
  - Kim Shi-woo como Sae-ha de pequeño (Ep. 3).
- Kim Ah-jung como Jung Sae-byeok.[7][8]
  - So A-rin como Sae-bok de joven (Ep. 1).
- Kim Mu-yeol como Song Eo-jin.[9]
- Kim Sung-kyun como Kim Ma-nok.
- Lee Si-young como una misteriosa fantasma.[10]

### Personajes secundarios

#### Miembros de la Oficina de administración
- Jang So-yeon como Choi Sun-wool, es una miembro de la oficina de administración.
- Lee Kyu-hoe como Han Wi-han, es un miembro de la oficina de administración.
- Song Sang-eun como Chae Jong-yi, es una miembro de la oficina de administración.
- Kim Hyung-mook como Jo Heung-shik, como el director de la oficina de administración.
- Kwon Hyuk como el jefe de la sala de control de la Oficina de Administración.
- Jung Gi-sub como el ex director de la Oficina de Administración (Ep. 1).
- Woo Soo-bin como el ex director de la sala de control de la Oficina de Administración (Ep. 1).

#### Miembros de la Oficina de Investigaciones Especiales
- Heo Joon-suk como Im Ji-yoo, un miembro de la oficina de Investigación Especial.
- Choi Kwon como un agente.
- Park Jun-hyuk como un agente.
- Ahn Sung-bong como un agente.
- Kim Min-song como un agente.

#### Miembros de la Policía
- Jo Hee-bong como Go Han-seung, el detective líder del equipo.
- Shim Wan-joon como un detective.
- Kim Young-sung como un detective.
- Kim Seong-in como un detective.

### Otros personajes
- Kim Ja-young como una cuidadora (Ep. 1).
- Ko Na-young como una empleada de la fábrica (Ep. 1).
- Hong Suk-bin como un cajero apuñalado (Ep. 1).
- Bae Sung-il como el propietario de la tienda de conveniencia (Ep. 1).
- Goo Jae-yeon como la abuela del vecindario (Ep. 1).
- Byun Jung-hee como la dueña del restaurante de fideos (Ep. 1-2).
- Joo Suk-je como un investigador de la NFS (Ep. 2).
- Won Chun-gyu como un trabajador de la ferretería (Ep. 2).
- Lee Jin-seung como un empleado de ST Mulsan (Ep. 2).
- Yoon Soo-hyuk como un asistente del asambleísta Kim Han-seok (Ep. 2)
- Lee Yo-sung como Kim Jin-young (Ep. 4).
- Kim Song-il como un doctor (Ep. 4).
- Kimkwak Kyung-Hee (김곽경희) como una conserje de la estación de metro (Ep. 4-5).
- Bae Eun-woo como una mujer con gorra negra (Ep. 5).
- Moon Hak-jin como un empleado de la estación de metro (Ep. 6).
- Myung In-ho como un empleado de la estación de metro (Ep. 6).
- Lee Hae-young como el padre de Kim Sae-ha (Ep. 7).
- Gong Sang-ah como la madre de Kim Sae-ha.
- Kim Ji-hoon como Lee Shi-won.
- Baek Seung-chul como Lee Jang-hyeok, un conserje del Instituto de Investigación Radiofónica.
- Kim Sung-yong como el gerente del Instituto de Investigación Radiofónica(Ep. 9).
- Jang Eui-don como un ejecutivo del Instituto de Investigación Radiofónica (Ep. 9).
- Kim Jong-ho como un ejecutivo del Instituto de Investigación Radiofónica (Ep. 9).
- Jung Won-joong como el Ministro de Comercio, Industria y Energía.
- Kim Deok-ju como la maestra de orfanato (Ep. 9).
- Oh Yeon-soo.

### Apariciones especiales
- Cha Sun-woo como Jung Him-chan, el hermano menor de Jung Sae-byeok (Ep. 5).

## Estreno
La serie fue estrenada el 16 de febrero de 2022 y cuenta con diez episodios, los cuales fueron emitidos todos los miércoles. En Latinoamérica fue estrenada en la plataforma Star+.

## Producción
Es una serie original para la plataforma Disney+.
La serie está dirigida por Khan Lee (리건), director de la película Desert Dream (2007), y escrita por Lee Soo-eun (이수연), quien escribió la serie Life (2018) y el famoso drama legal Secret Forest. La música está a cargo de Kim Jun-seok y Jeong Se-rin.
En marzo de 2021 se anunció que la actriz Chun Woo-hee estaba en pláticas para unirse al elenco principal de la serie, sin embargo no se unió al proyecto.
La filmación del drama se llevó a cabo en 2021 y finalizaron en noviembre del mismo año. La serie es una producción totalmente pre-producida y cuenta con el apoyo de las compañías productoras Ace Factory y Arc Media.
En enero de 2022, se publicaron las fotografías de la lectura del guion.